# Gaston Modot
Gaston Victor Modot, född 31 december 1887 i Paris, död 6 juli 1970 i Le Raincy, Île-de-France, var en fransk skådespelare.

## Roller i urval
- 1930 – Guldåldern
- 1930 – Sången om Paris
- 1933 – Paris dansar
- 1937 – Den stora illusionen
- 1937 – Pépé från Marseille
- 1939 – Spelets regler
- 1945 – Paradisets barn
- 1947 – Allt för Madeleine
- 1949 – Möte i julinatt
- 1950 – Djävulens bländverk
- 1952 – Möte under stjärnorna
- 1956 – Elena och männen
- 1958 – De älskande